# Jacobo Maguid
Jacobo Maguid (9 de octubre de 1907-1997) fue un militante y escritor anarquista argentino, que también escribía con los seudónimos de Jacinto Cimazo o Macizo.

## Biografía
Nació en Santa Fe el 9 de octubre de 1907. Sus padres eran Alter Maguid, ebanista y carpintero, y Sofía Sapadensky, ambos inmigrantes de origen judío que habían llegado a la Argentina un año antes desde Ucrania, en ese entonces bajo dominio del Imperio ruso. Realizó estudios de ingeniería en La Plata, y desde edad adolescente se acercó al ideal anarquista. Formó parte del grupo libertario Ideas, junto con Lunazzi y José Grunfeld. Abandonó la carrera universitaria para colaborar con el relanzamiento de La Protesta que impulsaba Abad de Santillán luego de la clausura de la dictadura de Uriburu. Por estas actividades, que terminaron con una nueva clausura del periódico, Maguid fue encarcelado varias veces. 
Aprovechó algunos momentos de tranquilidad en su vida militante para terminar su carrera de ingeniero civil, ejerciendo la profesión hasta el fin de su carrera laboral activa. Militó e impulsó la campaña por la libertad de los «presos de Bragado» en todo el país. Fue uno de los impulsores de las organizaciones anarquistas por fuera del movimiento obrero, las llamadas organizaciones específicas (de las que es ejemplo la FAI española). 
Como muchos otros anarquistas argentinos, viajó a España a participar de la Revolución española de 1936. Sus actividades en España son reseñadas por Luce Fabbri:

Maguid es alcanzado en plena gira para la defensa de los presos de Bragado por la carta de la secretaría del CRRA que le anuncia que ha sido nombrado delegado para que vaya, en nombre de la organización, a colaborar con el poderoso esfuerzo de los compañeros españoles. Deja todo y vuelve a Buenos Aires, desde donde se embarca para España con Jacobo Prince, José Grunfeld y Anita Piacenza, que eran sus compañeros de misión. Al llegar, se encontró con que tenía ya su actividad fijada: la dirección del periódico “Tierra y libertad”, que Santillán, empeñado en otras tareas, había dejado vacante y en ese momento era desempeñada por otro compañero. Tuvo, además, el cometido de colaborar con el Comité Regional de Cataluña. La redacción de un periódico es una buena ventana para observar el panorama político-social de un país. Y la experiencia que se desarrollaba bajo sus ojos era fascinadora. La anarquía, como él la concebía, estaba pasando de la utopía a la historia en forma concreta, bajo los bombardeos nazifascistas, con la mayor parte de los militantes en el frente y a pesar del sabotaje, cuando no de la oposición abierta, del Partido Comunista, que lideraba en esto las tendencias más conservadoras de la España republicana. En octubre de 1938 Maguid deja la dirección de “Tierra y libertad” para no intervenir en los conflictos internos del movimiento español y se dedica a estudiar los Archivos de la CNT, con el objeto de confeccionar una Memoria que documente lo ocurrido en esos épicos años para evitar tergiversaciones posteriores. Y esto es lo que hizo hasta el final de la guerra. Esos años españoles fueron para Maguid un punto luminoso al que volverá durante toda su larga vida con la memoria para reanimar esperanzas en los muchos momentos oscuros de la historia posterior. Vino la derrota, Maguid fue de los que se quedaron hasta el último momento y su salida de España por la frontera francesa fue azarosa. Una caída en las estribaciones pirenaicas le hizo conocer el hospital y el campo de concentración franceses.
 Luche Fabbri, Biografía de Jacobo Maguid

De regreso en Argentina reanuda sus actividades en defensa de los presos anarquistas de Bragado, y entabla una relación sentimental con Juana Quesada, con la que tuvo una hija, y con quien continuó unido el resto de su vida. 
Trabajó desde los tiempos preparatorios del CRRA (Comité Regional de Relaciones Anarquistas) que se fundó en el Congreso de 1932 y luego, de la FACA (1935, Federación Anarco-Comunista Argentina). Continúa sus actividades en la FACA desde su retorno al país, y prosigue cuando esta organización se transforma en 1952 en la Federación Libertaria Argentina (FLA). Allí militó junto a Enrique Palazzo y Jacobo Prince.
Colaboró con la editorial y la revista Reconstruir y luego del fin de la trágica dictadura de 1976 en las páginas de El Libertario. En estos últimos años de su vida es que se destacó su faceta de escritor, con sus libros Escritos libertarios, La revolución libertaria española y la autobiográfica Recuerdos de un libertario.
En 1993 participó, junto con su pareja Jacobo Maquid, en la Exposición sobre Anarquismo realizada en Barcelona entre el 27 de setiembre y el 10 de octubre.

## Obras publicadas
- Recuerdos de un libertario.
- MAGUID Jacobo/LAZARTE Juan. 1914-1939. Definición de la guerra. Buenos Aires: FACA, 1939
- MAGUID, Jacobo (Jacinto Cimazo). Escritos libertarios; pref. Dardo Batuecas. Buenos Aires, Reconstruir, 1989.
- MAGUID, Jacobo (Jacinto Cimazo). Fernando Quesada: un trozo de historia libertaria. Buenos Aires; Reconstruir, 1979.
- CIMAZO, Jacobo. Una innovación metodológica. La organización anarquista en la Argentina, Jornadas Interdisciplinarias sobre anarquismo, Facultad de Filosofía y Letras, Universidad de Buenos Aires, 1991.
- CIMAZO Jacinto/GRUNFELD José. Luis DANUSSI, en el movimiento social y obrero argentino 1938-1978. Buenos Aires, Proyección, 1981.
- MAGUID, Jacobo. Mujeres anarquistas, El Libertario, n.º 11, Buenos Aires, 1987.
- MAGUID, Jacobo (Jacinto Cimazo). Recuerdos de un libertario: setenta relatos de la militancia. Buenos Aires, Reconstruir, 1995.
- MAGUID, Jacobo. La revolución libertaria española (1936-1939) (enlace roto disponible en Internet Archive; véase el historial, la primera versión y la última).. Buenos Aires, Reconstruir, 1994.
- MAGUID, Jacobo. Todos, ahora, contra la guerra. Buenos Aires, Ediciones Nervio, 1935.
- MAGUID, Jacobo (Jacinto Cimazo). Una voz anarquista en la Argentina, vida y pensamiento de Jacobo Prince. Buenos Aires, Reconstruir, 1984.